# 道央圏連絡道路
道央圏連絡道路（どうおうけんれんらくどうろ、DO-O BY-PASS）は、北海道千歳市平和から小樽市銭函を結ぶ、地域高規格道路である。国道337号のバイパス道路として整備が進められている。また、通過市町村や道によって道央新道（どうおうしんどう）として都市計画道路に定められている。
自動車専用道路ではないが、一部の区間は歩行者、自転車・軽車両、原動機付自転車の通行が禁止されている。

## 概要
- 指定区間：全線
- 幅員：21.0 m
- 規格：3種1級
- 設計速度：70km/h
- 車線：3.5 m × 4車線

## インターチェンジ等
- IC番号欄の背景色が■である部分については道路が供用済みの区間を示している。また、施設名欄の背景色が■である部分は施設が供用されていない、または完成していないことを示す。未開通区間の名称は仮称。

- （数字）は、他路線の番号。
- 英略字は以下の項目を示す。
IC：インターチェンジ、JCT：ジャンクション
- 蕨岱ランプと銭函高架橋の間は平面道路のため交差点多数あり。

| IC 番号 | 施設名           | 接続路線名                                                                  | 起点から の距離(km) | 所在地               | 所在地 |
| ------- | ---------------- | --------------------------------------------------------------------------- | ------------------- | -------------------- | ------ |
|         | 新千歳空港ランプ | 国道36号                                                                    | 0.0                 | 千歳市平和           |        |
|         | 日の出ランプ     | 北海道道1149号南千歳停車場線                                                | 1.6                 | 千歳市柏台           |        |
|         | 寿ランプ         | 千歳市市道（祝梅大通）                                                      | 2.7                 | 千歳市柏台           |        |
|         | 祝梅ランプ       | 国道337号（一般道区間）                                                     | 6.5                 | 千歳市祝梅           |        |
|         | 中央ランプ       | 国道337号（一般道区間） E38 道東自動車道千歳東IC                            | 9.2                 | 千歳市中央           |        |
|         | 泉郷ランプ       | 国道337号（一般道区間）                                                     |                     | 千歳市泉郷           |        |
|         | 南長沼ランプ     | 国道337号（一般道区間） 国道274号                                           | 17.4                | 夕張郡長沼町東10線   |        |
|         | 長沼ランプ       | 北海道道45号恵庭栗山線                                                      |                     | 夕張郡長沼町         |        |
|         | 南幌ランプ       | 国道337号（一般道区間） 北海道道1080号栗山北広島線（国道337号との重複区間） | 32.0                | 空知郡南幌町南15線西 |        |
|         |                  | 国道337号（一般道区間） E5 道央自動車道江別東IC                             | 39.3                | 江別市江別太         |        |
|         | 江別ランプ       | 国道12号                                                                    |                     | 江別市江別太         |        |
|         | 豊栄ランプ       |                                                                             | 43.2                | 江別市美原           |        |
|         | 美原ランプ       | 北海道道139号江別奈井江線                                                   | 45.5                | 江別市美原           |        |
|         | 篠津運河ランプ   |                                                                             |                     | 石狩郡当別町蕨岱     |        |
|         | 蕨岱ランプ       | 国道275号                                                                   | 51.2                | 石狩郡当別町蕨岱     |        |

### 平面交差区間の主な接続道路
- 北海道道112号札幌当別線 = 当別町ビトエ - 札幌市北区あいの里4条9丁目（重複）
- 北海道道508号矢臼場札幌線 = 石狩市生振（重複）
- 国道231号 = 石狩市生振（重複）
- 国道231号・北海道道44号石狩手稲線 = 石狩市新港南2丁目
- 北海道道225号小樽石狩線 = 石狩市新港西3丁目（重複）
- 北海道道125号前田新川線 = 小樽市銭函4丁目
- 北海道道225号小樽石狩線 = 小樽市銭函3丁目（重複）
- 小樽市道銭函山手線（E5A 札樽自動車道銭函ICに接続） = 小樽市銭函3丁目（銭函高架橋）
- 国道5号 = 小樽市銭函3丁目（終点）

## 事業区間

### 新千歳空港関連
千歳市平和の新千歳空港ランプから、千歳市中央の中央ランプ（道東自動車道千歳東ICに接続）に至る、延長9.2 kmの区間。1999年3月から順次部分供用し、2010年12月18日に全線供用開始された。
全区間が立体交差、2 - 4車線で供用されている。日の出ランプまでが先行開通していたため、日の出バイパスと呼ばれる事がある。

#### 歴史
- 1989年（平成元年） 事業化[4]
- 1999年（平成11年）3月：新千歳空港ランプ - 日の出ランプ間 (1.6 km) 供用。
- 2003年（平成15年）3月：日の出ランプ - 寿ランプ間 (0.9 km) 供用。
- 2010年（平成22年）12月18日 : 寿ランプ - 中央ランプ間 (6.7 km) 供用開始[5]。

### 泉郷道路
中央ランプから、夕張郡長沼町幌内東の国道274号との交点に位置する南長沼ランプに至る、延長8.2 kmの区間である。2020年3月7日に開通。
中央ランプ〜泉郷ランプまでは4車線、泉郷ランプ〜南長沼ランプまでは暫定2車線で供用されている。

#### 歴史
- 2001年　(平成13年)　事業化
- 2006年　(平成18年)　着工
- 2020年　(令和2年) 3月7日  : 中央ランプ - 南長沼ランプ間 (8.2 km) 供用開始

### 長沼南幌道路
国道274号交点から、空知郡南幌町南15線に至る、延長14.6 kmの区間である。2023年現在、事業化して整備中だが、開通している区間はない。

### 中樹林道路
南幌町南15線の南幌ランプから、江別市江別太の道央自動車道江別東ICに至る、延長7.3 kmの区間である。2025年（令和7年）3月15日に開通。

### 美原バイパス
江別東ICから、斜張橋の美原大橋で石狩川を渡り、江別市中心部の対岸の同市美原（豊栄ランプ）に至る、延長3.9 kmの区間。2005年3月26日に開通した。美原大橋上は4車線、それ以外の区間は暫定2車線。一部連続立体交差となっている。

#### 歴史
- 1989年（平成元年）：事業化[9]
- 2005年（平成17年）3月26日：開通

### 美原道路
江別市美原の豊栄ランプから石狩郡当別町蕨岱の国道275号交点の蕨岱ランプに至る、延長8.0 kmの区間である。2009年3月18日に江別市美原地内が開通。2011年3月5日に全線開通した。
当初（美原バイパス・美原道路の開通以前）、国道337号の江別市 - 当別町を結ぶ区間として江別市王子 - 江別市工栄町の区間が指定されていたものの（これに加えて江別市江別太 - 江別市王子を国道12号との重複区間、江別市工栄町 - 当別町蕨岱を国道275号との重複区間とすることで結んでいた）、美原バイパス・美原道路開通よりも後の2017年4月1日に同区間が国道から外れ、北海道道1056号江別長沼線へ編入された。

#### 歴史
- 2000年（平成12年） : 事業化[10]
- 2009年（平成21年）3月18日 : 江別市美原 （2.3 km、豊栄ランプ - 美原ランプ）間開通[11]
- 2011年（平成23年）3月5日 : 江別市美原 - 石狩郡当別町蕨岱（5.7 km、美原ランプ - 蕨岱ランプ）間開通により全線開通[12]

### 当別バイパス
当別町蕨岱の国道275号交点から、札幌大橋で石狩川を渡り、札幌市を北側に迂回して、石狩市生振に至る、延長15.4 kmの区間。かつては国道275号交点から札幌大橋までが暫定2車線、そこから生振までは4車線となっていた。暫定2車線区間を4車線化する改良工事が行われていたが、2016年1月に全線4車線で開通した。札幌大橋以西の区間は生振バイパスと呼ばれる事がある。
かつて国道337号の当別町から石狩市へは北海道道81号岩見沢石狩線と同経路が指定されており、両路線の重複区間となっていたが、当別バイパス全通に伴い重用は解除された。

#### 歴史
- 1977年（昭和52年）：都市計画決定
- 1980年（昭和55年）：事業化
- 1981年（昭和56年）：用地補償着手
- 1988年（昭和63年）8月10日：札幌大橋 (1.8 km) 暫定供用
- 1996年（平成8年）12月1日：札幌大橋 - 石狩市生振間供用
- 1999年（平成11年）：当別町当別太 - 札幌大橋間暫定供用
- 2003年（平成15年）3月31日：当別町蕨岱 - 当別町当別太間 (5.1 km) 暫定供用
- 2016年（平成28年）1月15日：全線4車線供用

### 石狩市生振 - 小樽市銭函
この区間は地域高規格道路指定以前から「石狩湾新港関連」「山口拡幅」等の名称で整備が進められていた区間であり、一部を除き平面交差で整備されている。花畔大橋（ばんなぐろおおはし）で茨戸川を渡り、石狩市の中心部を北側に迂回して、石狩湾新港地区の工業団地との間を通り、札幌市手稲区北部を抜け国道5号に至る、延長約17 kmの区間。石狩市生振から花畔までの区間は国道231号との重複区間であり6車線、他の区間は4車線となっている。1988年に石狩市花畔の一部区間が開通し、その後順次新ルートの供用及び既存区間の拡幅等による整備が進められ、1996年に終点部の銭函高架橋が完成し全通している。かつての国道337号は現在のルートより海側の銭函運河に沿った道路が指定され、北海道道225号小樽石狩線との重複区間となっていたが、これらの整備により、ルートが切り替えられ、重複も一部解除された。（なお、道道小樽石狩線も、当路線の海側に並行し石狩湾新港地区内を縦貫する新ルートが整備され切り替えられている。）

#### 歴史
- 1988年（昭和63年）12月20日：花畔局改 石狩市花畔（国道231号交点 - 旧道交点 2.2 km）供用
- 1989年（平成元年）11月1日：石狩湾新港関連 石狩湾新港地区内供用
- 1990年（平成2年）11月5日：花畔大橋供用
- 1994年（平成6年）：石狩湾新港関連　完成
- 1996年（平成8年）11月12日：銭函高架橋供用

## 通過市町村
- 千歳市
- 夕張郡長沼町
- 空知郡南幌町
- 江別市
- 石狩郡当別町
- 札幌市北区
- 石狩市
- 小樽市
- 札幌市手稲区